# Viên đỏ

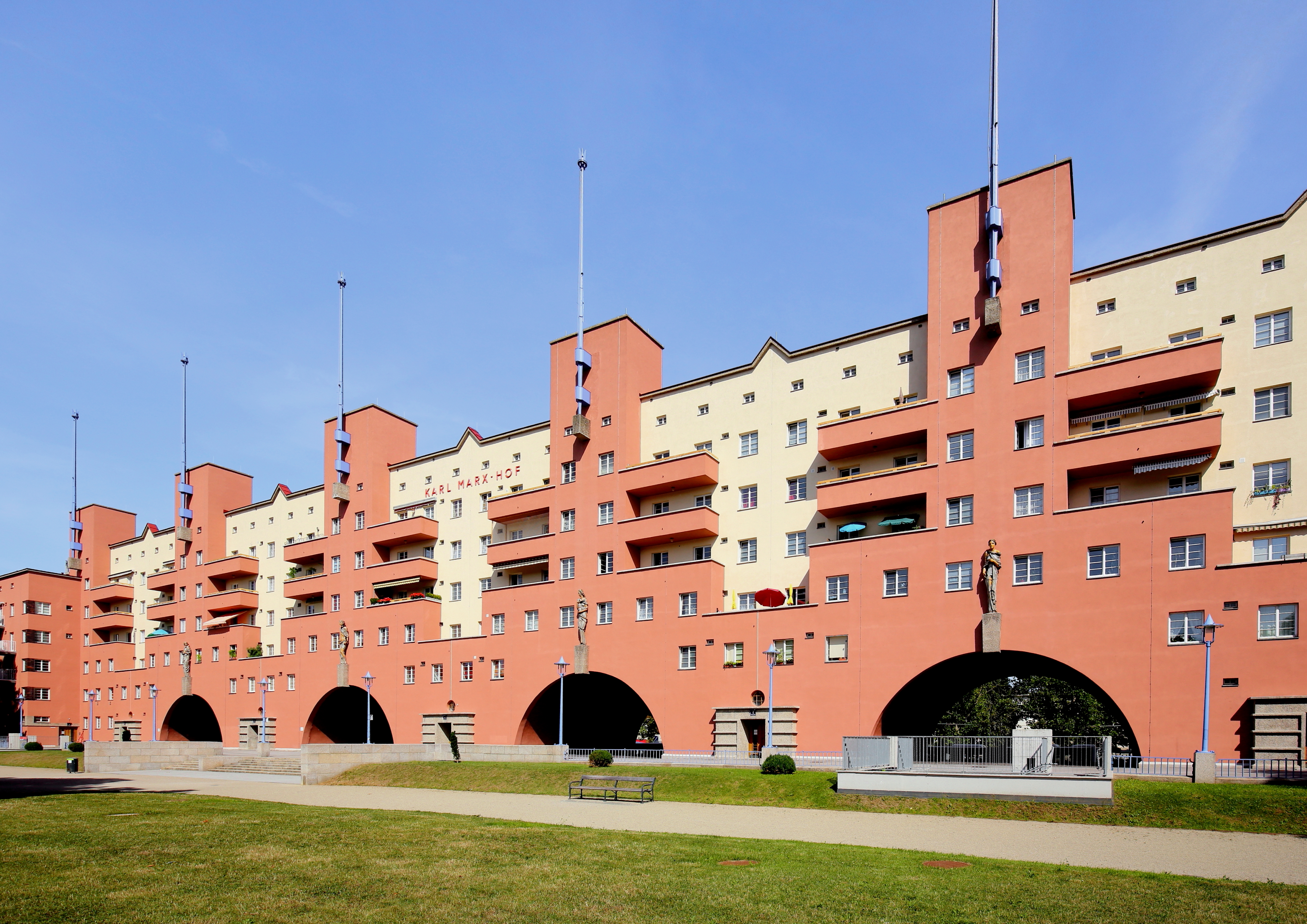
Karl-Marx-Hof, được xây dựng từ năm 1927 đến 1933

Viên đỏ (tiếng Đức: Rotes Wien) là tên gọi thông tục của thủ đô của Áo từ năm 1918 đến năm 1934, khi Đảng Công nhân Dân chủ Xã hội Áo (SDAP) duy trì quyền kiểm soát chính trị gần như đơn phương đối với Viên và trong một thời gian ngắn tại Đệ Nhất Cộng hòa Áo khi đảng này nắm quyền. Trong thời gian này, SDAP đã áp dụng chính sách nghiêm ngặt về các dự án xây dựng trên toàn thành phố nhằm giải quyết tình trạng thiếu nhà ở nghiêm trọng và thực hiện các chính sách cải thiện giáo dục công, y tế và vệ sinh.
Cuối cùng, sự sụp đổ của Đệ Nhất Cộng hòa Áo vào năm 1934 sau khi thủ tướng Áo (Bundeskanzler) Engelbert Dollfuß ra quyết định đình chỉ Nationalrat một năm trước đó và việc cấm SDAP sau đó ở Áo đã kết thúc thời kỳ của dự án xã hội chủ nghĩa đầu tiên ở Viên cho đến sau Thế chiến thứ hai. Nhiều khu nhà ở phức hợp (tiếng Đức: Gemeindebauten), được xây dựng trong thời kỳ tồn tại đến ngày nay.

## Lịch sử

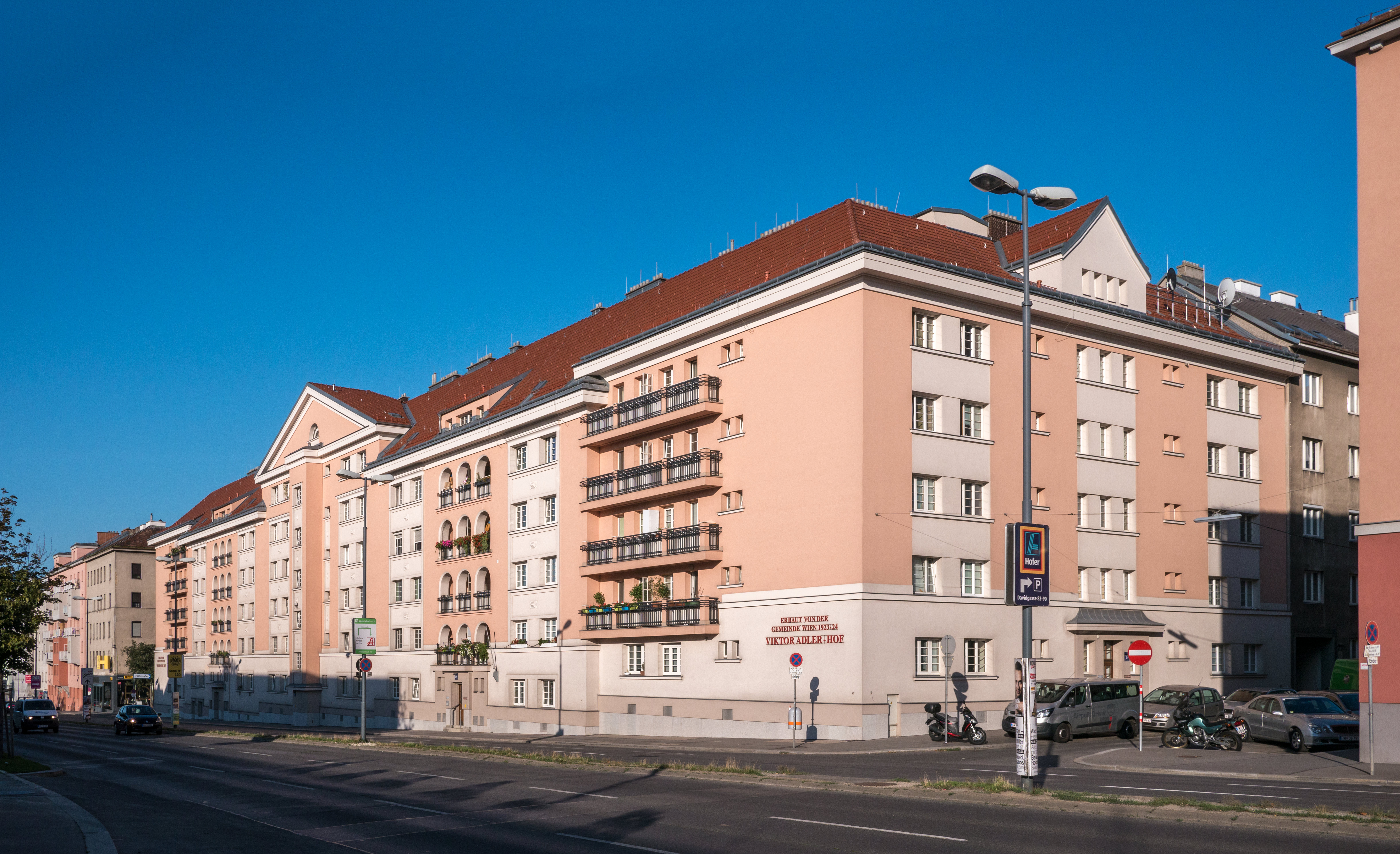
Viktor-Adler-Hof

Sau thất bại của Đế quốc Áo-Hung trong Thế chiến thứ nhất, Hiệp ước Saint-Germain-en-Laye đã được ký kết giữa Đế quốc Áo-Hung và Đồng minh trong Thế chiến thứ nhất - phe chiến thắng, quy định việc chia tách hoàn toàn các vùng đất thành phần của Đế quốc thành các quốc gia riêng lẻ. Sự kiểm soát của Áo đối với phần đế chế của mình đã bị thu hẹp, phần lãnh thổ còn lại của Áo hình thành nước Republik Deutschösterreich (Cộng hòa Áo-Đức), chính thức thành lập vào ngày 12 tháng 11 năm 1918. Trong chiến tranh, phe hiện tại của Đức trong Đảng Dân chủ Xã hội bày tỏ sự quan tâm đến ý tưởng về Mitteleuropa do phong trào chủ nghĩa dân tộc toàn Đức ở Áo đề xuất, hy vọng rằng một liên minh (Anschluß) với phần còn lại của Đức có thể giải quyết một vài trong số những vấn đề kinh tế lớn mà nền cộng hòa mới thành lập phải đối mặt.
Trước sự thất vọng của cả Đảng Dân chủ Xã hội và những người theo chủ nghĩa dân tộc toàn Đức, Hiệp ước Saint-Germain-en-Laye rõ ràng cấm bất kỳ liên minh nào trong tương lai (Anschluß) với Cộng hòa Weimar mới thành lập, khiến Áo có rất ít lãnh thổ và khả năng tiếp cận hạn chế với Giỏ bánh mì Hungary đã nuôi sống Vienna trong nhiều thập kỷ. Trong cuộc bầu cử Gemeinderat (Hội đồng thành phố) ngày 4 tháng 5 năm 1919 ở thủ đô, SDAP đã giành được đa số ghế, với chức vụ Thị trưởng Viên thuộc về chính trị gia SDAP Jakob Reumann. Trên toàn quốc, SDAP chỉ giành được 43,4% số ghế (40,8% số phiếu phổ thông) và cần liên minh với Đảng Xã hội Thiên chúa giáo bảo thủ (CSP), một vị trí không thoải mái mà SDAP sẽ không bao giờ có thể hoàn toàn vượt qua được. Trong cuộc bầu cử Geimeinderat ngày 4 tháng 5 năm 1919, lần đầu tiên trong lịch sử Áo, tất cả công dân trưởng thành thuộc cả hai giới đều đi bầu cử. Đảng Dân chủ Xã hội đã thành công trong việc bầu Austromarxist nổi tiếng, và đảng viên SDAP Karl Renner vào chức vụ Staatskanzler lâm thời, nhưng sau cuộc bầu cử quốc gia năm 1920 kết thúc với ứng cử viên CSP Michael Mayr kế nhiệm Renner vào vị trí của ông, SDAP đã không thành công trong việc bầu một nhà lãnh đạo cấp quốc gia nào khác trong thời gian còn lại của nền Đệ Nhất Cộng hòa.
Viên đã trải qua một loạt thay đổi về nhân khẩu học, phần nào đã làm trầm trọng thêm các vấn đề kinh tế của thành phố trong những năm trong và ngay sau chiến tranh. Những người tị nạn từ Galicia thuộc Áo, bao gồm khoảng 25.000 người Do Thái đang tìm cách tránh bạo lực chính trị trong Nội chiến Nga vốn đã lan rộng đến khu vực, đã định cư ở thủ đô. Khi chiến tranh kết thúc, nhiều cựu quân nhân của Quân đội Hoàng gia-Đế quốc đã đến và ở lại Vienna, trong khi nhiều cựu quan chức chính phủ Hoàng gia-Đế quốc trở về quê hương của họ, tạo ra sự chuyển dịch lớn của các cộng đồng đa sắc tộc cả trong và ngoài Viên trong những năm sau đó. Tầng lớp trung lưu, nhiều người trong số họ đã mua Trái phiếu Chiến tranh mà giờ đây trở nên vô giá trị, đã rơi vào cảnh nghèo đói do siêu lạm phát. Các đường biên giới mới giữa Áo và các khu vực lân cận đã chia cắt Viên khỏi vùng đất vốn được coi là huyết mạch lương thực, cung cấp cho Viên trong nhiều thế kỷ, do đó khiến việc cung cấp thực phẩm trở nên khó khăn. Các căn hộ hiện có đều trong tình trạng quá tải và các bệnh dịch như bệnh lao, cúm Tây Ban Nha và bệnh giang mai hoành hành. Ở nước Áo mới, Viên được coi là thủ đô quá lớn đối với một quốc gia nhỏ bé và thường được người dân sống ở các vùng khác của đất nước gọi là Wasserkopf (nghĩa đen: đầu to).
Mặt khác, những người lạc quan coi tình hình thảm khốc sau chiến tranh là cơ hội để thực hiện một cuộc chuyển đổi chính trị xã hội to lớn. Những trí thức thực dụng như Hans Kelsen, người soạn thảo hiến pháp cộng hòa, và Karl Bühler thấy có rất nhiều việc phải làm. Đối với họ, đó là thời điểm của sự thức tỉnh, của những chân trời mới và của sự lạc quan.
Nguồn lực thuộc giới trí thức của "Viên đỏ" rất đáng chú ý: Ilona Duczyńska và Karl Polanyi, cũng như một số trí thức xã hội chủ nghĩa khác đã chuyển đến Viên hoặc lưu vong từ nơi khác, ngoài những người bản xứ của thành phố như Sigmund Freud, Alfred Adler, Karl Bühler, Arthur Schnitzler, Karl Kraus, Ludwig Wittgenstein, Adolf Loos, Arnold Schoenberg và nhiều nhà khoa học, nghệ sĩ, nhà xuất bản và kiến trúc sư khác. Trong khi không phải tất cả những người theo chủ nghĩa xã hội đều tham gia vào phe đối lập chính của giới giáo sĩ bảo thủ, một số người lại có thiện cảm với sự phát triển và hiện đại hóa của Viên. Những trí thức có quan điểm bảo thủ, chẳng hạn như những người theo chủ nghĩa dân tộc Công giáo cấp tiến Joseph Eberle, Hans Eibl, và Johannes Messner, cũng sống ở thủ đô do SDAP điều hành trong suốt thời kỳ Đệ nhất Cộng hòa tồn tại.
Karl Polanyi đã viết: "Viên đã đạt được một trong những chiến thắng văn hóa ngoạn mục nhất trong lịch sử phương Tây… một sự phát triển đạo đức và trí tuệ phi thường trong điều kiện của tầng lớp lao động công nghiệp có trình độ cao, được bảo vệ bởi hệ thống Viên, đã chống chọi lại những tác động tiêu cực của sự xáo trộn kinh tế nghiêm trọng và đạt đến một tầm cao chưa từng có trong quần chúng nhân dân ở bất kỳ xã hội công nghiệp nào." 
Tuy nhiên, sự cai trị của SDAP tại Viên và ảnh hưởng của nó trên khắp nước Áo đã vấp phải sự phản đối. Bất chấp những nỗ lực tốt nhất từ phía những người theo chủ nghĩa Austromarxism nhằm gây ảnh hưởng lên các tổ chức học thuật và các nhóm trí thức cả trong và ngoài Viên, nhưng ảnh hưởng lớn hơn nhiều của những người theo Công giáo bảo thủ trong các tổ chức này chưa bao giờ bị khuất phục. Bản thân Giáo hội Công giáo gần như không thể mất đi vai trò là lực lượng tinh thần chính ở Áo; ngay cả trong tầng lớp lao động của Viên, Giáo hội ít nhất bị loại khỏi một số yếu tố trong chính sách của thành phố, nhưng ảnh hưởng lâu dài của Giáo hội thông qua các chương trình xã hội, ngày lễ và các hoạt động thờ phượng tôn giáo đối với tầng lớp lao động vẫn tiếp tục trong suốt thời kỳ SDAP cầm quyền.
John Gunther đã mô tả bối cảnh tổng thể của Viên giữa các cuộc chiến tranh như sau: "Sự mất cân bằng giữa Viên theo chủ nghĩa Marx và vùng nông thôn mang nặng tư tưởng tôn giáo là động cơ (Motiv) thống trị của nền chính trị Áo cho đến khi Hitler nổi lên. Viên đi theo chủ nghĩa xã hội, chống giáo sĩ, và là một đô thị khá giàu có. Các vùng sâu vùng xa còn lại thì nghèo, lạc hậu, bảo thủ, theo Công giáo La Mã và cảm thấy ghen tị với mức sống cao hơn của Vienna." 

## Chính trị chung

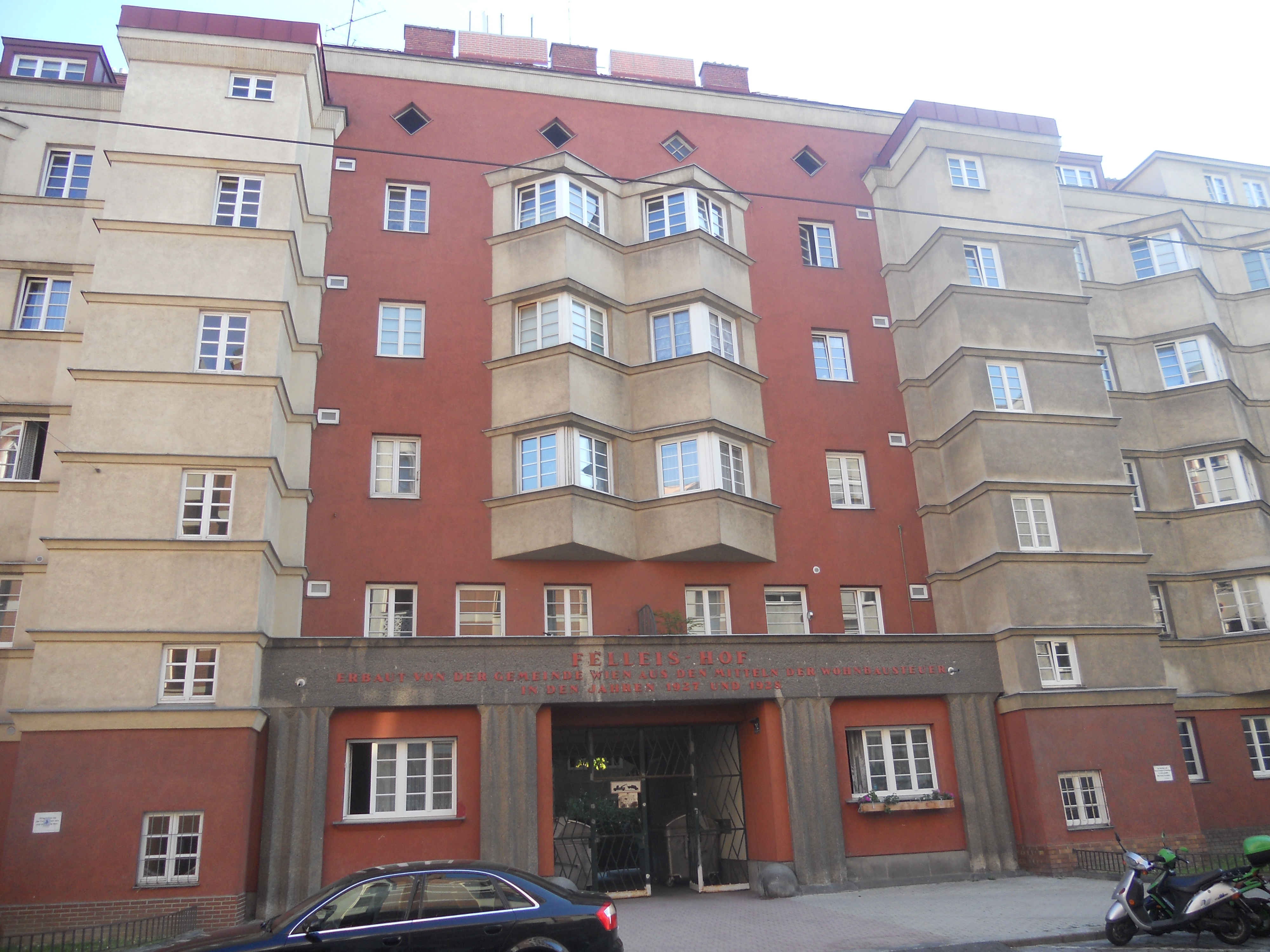
Felleishof

Các sáng kiến của liên minh SDAP-CSP trong chính phủ đầu tiên của liên bang mới Deutschösterreich (Cộng hòa Áo-Đức) đã dẫn đến việc áp dụng chế độ ngày làm việc tám giờ chỉ một tuần sau khi nước cộng hòa được thành lập vào tháng 11 năm 1918. Hơn nữa, một hệ thống trợ cấp thất nghiệp đã được thực thi và Kammer für Arbeiter und Angestellte ("Phòng Công nhân, viên chức", còn được gọi là Arbeiterkammer) được thành lập theo luật với tư cách là cơ quan vận động hành lang chính thức của người lao động. Sự nhiệt tình đối với những cải cách như vậy ngày càng giảm dần trong CSP trong hai năm sau đó; đặc biệt là sau nỗ lực đảo chính của các phần tử cộng sản cấp tiến hơn ở Viên vào ngày 15 tháng 6 năm 1919, khiến niềm tin của CSP vào khả năng tồn tại của liên minh giữa hai đảng bị xói mòn và sau đó họ đã liên minh với đảng GDVP toàn Đức cấp tiến hơn.
Năm 1920, liên minh SDAP-CSP sụp đổ, dẫn đến SDAP mất rất nhiều ghế trong quốc hội trong cuộc bầu cử lập pháp Áo năm 1920, một tổn thất lớn của SDAP. Đảng này tiếp tục quản lý Thành phố Viên, nơi họ đạt được đa số tuyệt đối trong cuộc bầu cử năm 1919. Mục tiêu của họ là biến Viên trở thành một tấm gương sáng về chính trị dân chủ xã hội. Các biện pháp của họ vào thời điểm đó được coi là nổi bật hoặc thậm chí ngoạn mục và được quan sát trên toàn châu Âu. Phe bảo thủ ở Áo, mặc dù phản đối kịch liệt, không thể làm gì trước sự thành công của Đảng Dân chủ Xã hội trong cuộc bầu cử ở Viên.
Viên từng là trung tâm chính trị của vùng Hạ Áo trong bảy thế kỷ. Trong những thập kỷ trước khi chế độ quân chủ sụp đổ, một cơ sở công nghiệp đáng kể đã dần dần được xây dựng trong và xung quanh các thành phố Viên và Wiener Neustadt. Với phe đa số mạnh mẽ ở Viên và phiếu bầu của công nhân ở khu công nghiệp xung quanh Wiener Neustadt, SDAP đã thành công trong việc hỗ trợ bầu cử cho Albert Sever, giúp ông này trở thành thống đốc được bầu cử dân chủ đầu tiên, Landeshauptmann của Hạ Áo vào năm 1919. Sau sự sụp đổ của liên minh hai đảng SDAP và CSP vào năm 1920, các khu vực nông thôn cấp tỉnh ở Hạ Áo không còn quan tâm đến việc tiếp tục gắn bó với bộ máy chính trị dân chủ xã hội kiểm soát toàn tỉnh thông qua Viên, và những người theo chủ nghĩa xã hội ở Viên cũng không muốn bị kiềm chế bởi lãnh thổ tỉnh mà từ lâu họ đã coi đó là một nhân tố làm lu mờ sự đại diện đúng đắn của họ. Vì các khu vực Công giáo ở nông thôn không muốn bị "Quỷ đỏ" cai trị, trong khi SDAP không thích sự can thiệp của phe bảo thủ vào nền chính trị thành phố hiện đại của họ, hai đảng lớn đã sớm đồng ý tách "Viên đỏ" khỏi Hạ Áo bảo thủ. Quốc hội đã thông qua luật hiến pháp để thực hiện điều này vào năm 1921; vào ngày 1 tháng 1 năm 1922, Viên được tái tổ chức, trở thành Bundesland (bang) độc lập thứ chín của Áo.
Sau năm 1934, Gunther nhận xét: "Ở Viên, những người theo chủ nghĩa xã hội đã tạo ra một nền hành chính đáng chú ý, khiến nó có lẽ là đô thị thành công nhất trên thế giới. […] Thành tựu của những người theo chủ nghĩa xã hội tại Viên là phong trào xã hội phấn khởi nhất thời kỳ hậu chiến ở bất kỳ quốc gia châu Âu nào. Kết quả: các giáo sĩ đã tự đẩy mình ra khỏi khu vực." 

## Chính sách

### Nhà ở công cộng

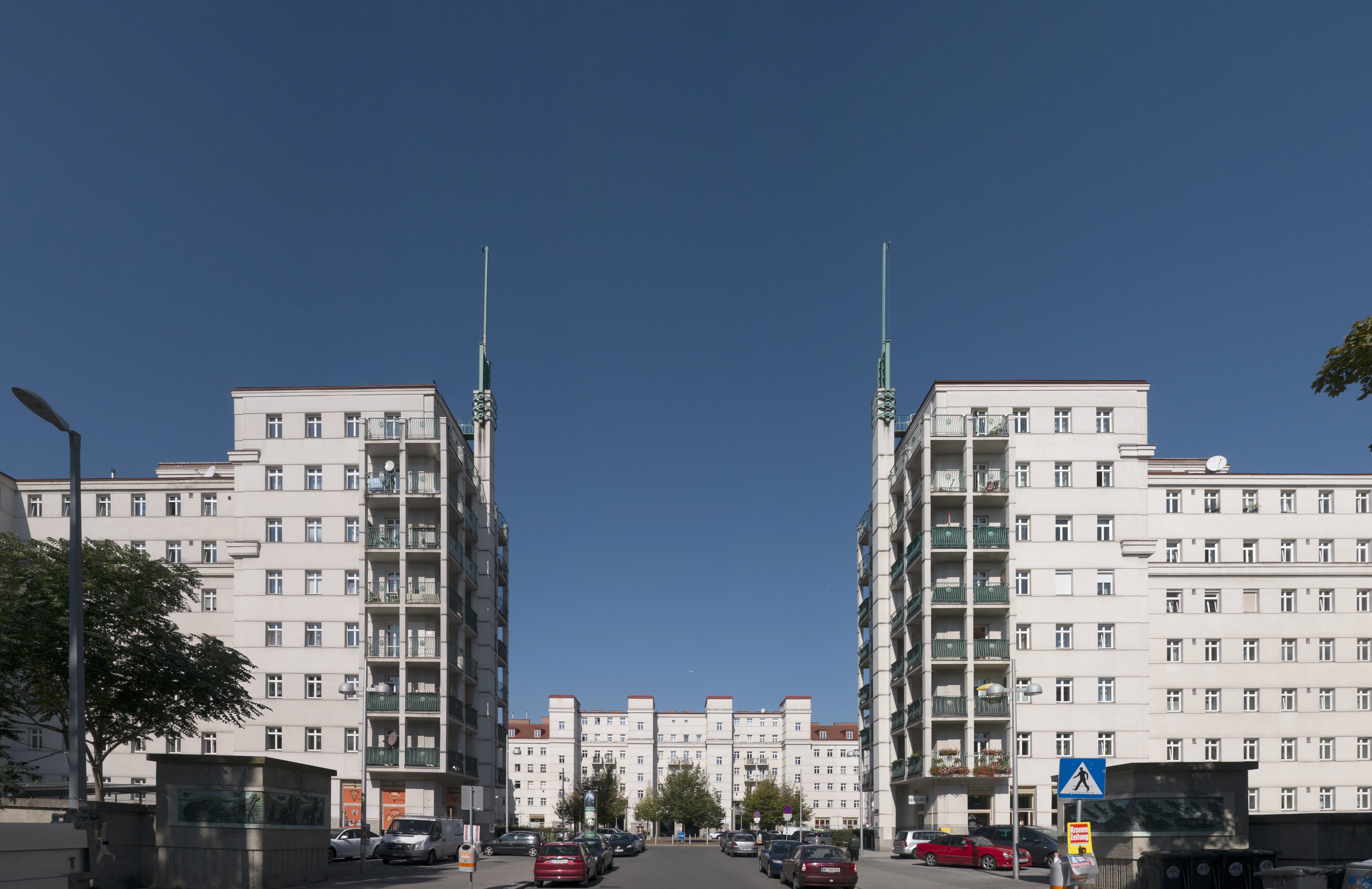
Wohnhausanlage Friedrich-Engels-Platz, được xây dựng từ năm 1930 đến năm 1933

Trước khi thành lập nền Cộng hòa thứ nhất, những người theo chủ nghĩa Austromarxism (Chủ nghĩa Marx Áo) đương thời trong SDAP phần lớn đã phớt lờ hoặc coi vấn đề nhà ở công cộng là một vấn đề chỉ có thể giải quyết được khi chủ nghĩa xã hội chiến thắng. Tuy nhiên, đây là vấn đề cấp bách nhất mà Gemeinderat phải đối mặt sau chiến tranh, vì vậy, SDAP buộc phải bắt đầu các sáng kiến nhằm hạn chế mức độ nghiêm trọng của vấn đề. Vào năm 1917, Chính phủ Đế quốc-Hoàng gia đã thông qua Mieterschutzgesetz (Đạo luật bảo vệ người thuê nhà) và được tuyên bố áp dụng ngay lập tức tại Viên. Bất chấp lạm phát cao, đạo luật đã ra lệnh đóng băng giá thuê căn hộ ở mức đương thời vào năm 1914. Điều này làm cho các dự án nhà ở tư nhân mới không có lãi. Vì thế, sau chiến tranh, nhu cầu về căn hộ giá rẻ tăng lên rất cao. Tạo ra các dự án nhà ở công cộng đã trở thành mối quan tâm chính của Đảng Dân chủ Xã hội ở Viên.
Năm 1919, Wohnunganforderungsgesetz (Đạo luật Yêu cầu về Nhà ở) được thông qua tại quốc hội liên bang với mục đích giảm bớt áp lực lên tình hình nhà ở tại Viên. Nhu cầu tư nhân về đất xây dựng thấp và chi phí xây dựng thấp tỏ ra thuận lợi cho việc quy hoạch nhà ở công cộng rộng rãi của chính quyền thành phố.
Từ năm 1925 đến năm 1934, hơn 60.000 căn hộ mới được xây dựng trong các tòa nhà Gemeindebau (Tòa nhà thành phố). Các căn hộ lớn được đặt xung quanh các sân xanh, chẳng hạn như tại Karl-Marx-Hof. Những người thuê căn hộ nói trên được chọn trên cơ sở hệ thống xếp hạng, trong đó người khuyết tật và các nhóm dễ bị tổn thương trong xã hội khác có thể được chọn đầu tiên. Bốn mươi phần trăm chi phí xây dựng được lấy từ số tiền thu được từ Thuế nhà ở Viên, phần còn lại từ tiền thu được từ Thuế hàng hóa xa xỉ Viên và từ các quỹ liên bang. Việc sử dụng tiền công để trang trải chi phí xây dựng đã giúp giá thuê những căn hộ này được giữ ở mức thấp. Số lượng công dân Viên không nhà sống trong các nơi trú ẩn đã tăng gấp ba lần lên 80.000 từ năm 1924 đến năm 1934, nhưng chương trình xây dựng của thành phố đã cung cấp thành công tới 200.000 người, tức 1/10 dân số.

### Dịch vụ xã hội và y tế
Những người theo chủ nghĩa Austromarxist của SDAP đã đầu tư rất nhiều vào khái niệm về sự chuyển đổi toàn diện đời sống xã hội và thể chất của người dân Vienna, thúc đẩy nỗ lực nhiều tầng trong việc giới thiệu các chương trình nhằm nâng cao tiêu chuẩn về vệ sinh (sanitation), cải thiện chất lượng cuộc sống thông qua các cơ sở công cộng mới được tạo ra, và nhắm vào các mối quan tâm y tế lớn. Các chương trình mới này chủ yếu được quản lý bởi Julius Tandler, giáo sư và tiến sĩ mới được bổ nhiệm của Đại học Viên, đồng thời là cộng sự thân cận của nhiều thành viên trong SDAP. Nhiều chương trình có quy mô lớn, cần vài năm để triển khai trên quy mô lớn. Các áp phích tuyên truyền do Gemeinderat xuất bản năm 1931 cũng đề cập đến các chương trình đã phân phát thành công 53.000 Säuglingspakete (gói quần áo) cho các bậc cha mẹ có nhu cầu, với mục tiêu đã nêu là Kein Wiener Kind darf auf Zeitungspapier geboren werden (Không một đứa trẻ nào ở Viên được sinh ra trên báo)  Trong số các chương trình khác, tổng số trường mẫu giáo đã tăng gấp 5 lần, các trung tâm sau giờ học được thành lập để cung cấp các hoạt động cho trẻ em, trợ cấp bữa trưa tại các trường học, và các trường học cung cấp dịch vụ khám sức khỏe và nha khoa miễn phí cho gia đình có trẻ em theo học. Các cơ sở tắm công cộng cũng được xây dựng để hỗ trợ nâng cao tiêu chuẩn vệ sinh. Tỷ lệ tử vong ở trẻ sơ sinh giảm xuống dưới 50% so với mức trước chiến tranh và số ca mắc bệnh lao cũng giảm nhẹ.

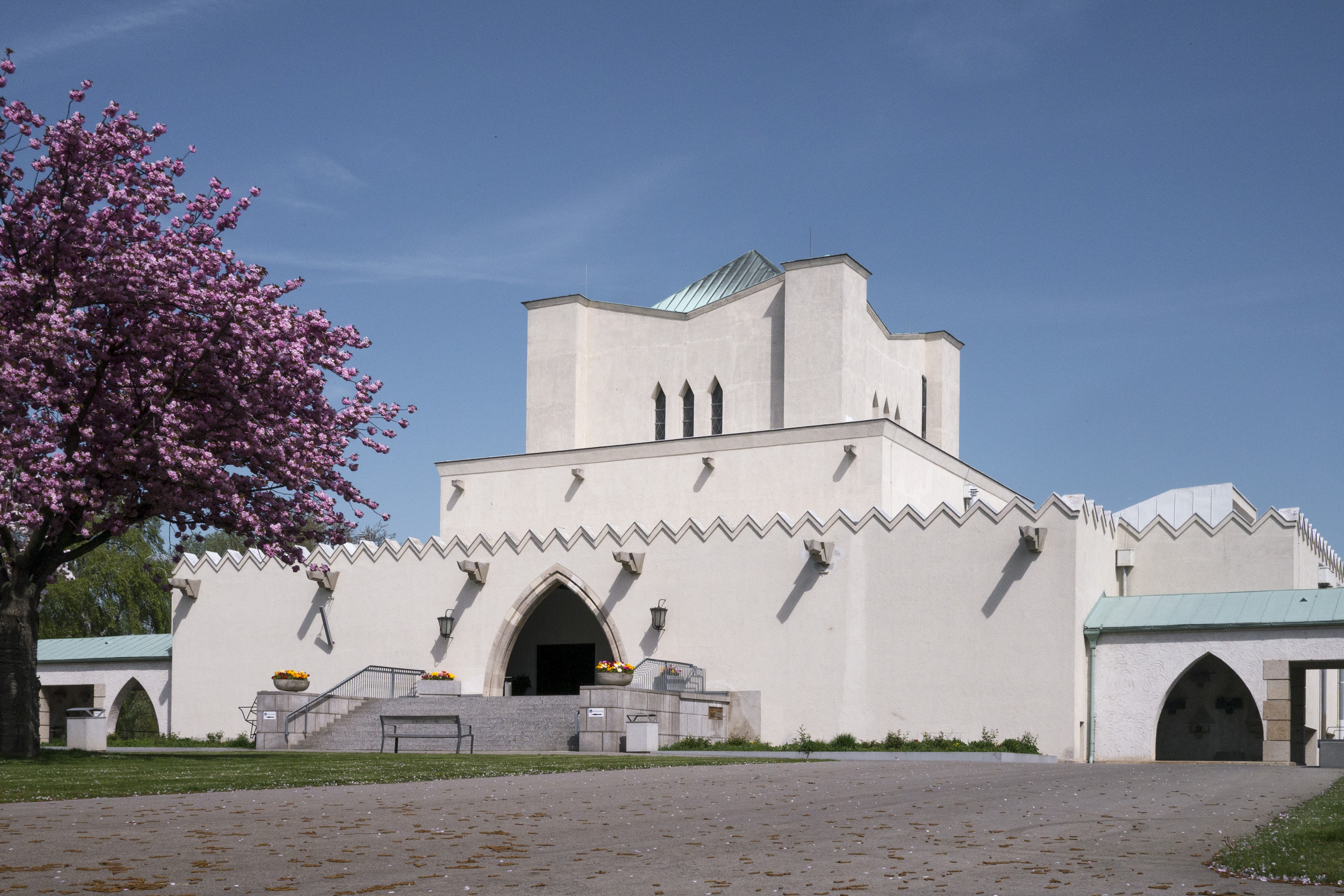
Feuerhalle Simmering

Năm 1921, Gemeinderat, mà SDAP chiếm đa số, của Viên đã phê duyệt việc xây dựng Feuerhalle Simmering theo yêu cầu của một số nhóm vận động, đáng chú ý nhất là "Hiệp hội hỏa táng công nhân" và tạp chí Die Flamme (Ngọn lửa). Việc mở lò hỏa táng vào năm 1923 nhanh chóng trở thành điểm nóng trong cuộc đấu tranh văn hóa giữa SDAP và CSP. Chính phủ quốc gia do CSP lãnh đạo bởi thủ tướng Ignaz Seipel, dưới áp lực của Giáo hội Công giáo, đã ra lệnh cho Thị trưởng Viên lúc bấy giờ là Karl Seitz đình các hoạt động lò hỏa táng, nhưng Seitz từ chối vì lý do văn phòng của ông buộc ông phải thực thi hợp pháp các mong muốn của Gemeinderat và toàn thể Bundesland Viên.
Seipel, người nổi tiếng về chủ nghĩa bài Do Thái thâm độc trước khi đắc cử vào năm 1923, đã kiên định với niềm tin rằng người Do Thái ở Viên, cũng như các thành viên người Do Thái trong hàng ngũ SDAP (đặc biệt trong số đó có Julius Tandler, khi đó là ủy viên hội đồng y tế và người đứng đầu 'Sở Phúc lợi' của thành phố Viên, cơ quan đã ủng hộ việc mở lò hỏa táng), đang có ý định phá hoại các mệnh lệnh đạo đức của Công giáo đã chi phối cuộc sống của người Áo trong nhiều thế kỷ. Sau khi Đảng Xã hội Cơ Đốc giáo (CSP) khởi kiện Bang Viên về việc tiếp tục vận hành lò thiêu, Seitz buộc phải bào chữa cho hành động bất tuân của mình đối với chính quyền liên bang tại Tòa án Hiến pháp. Tại đây, Tòa án đã đưa ra phán quyết có lợi cho phía chính quyền bang Viên vào năm 1924, đánh dấu một trong số ít chiến thắng hiếm hoi mà Đảng Công nhân Xã hội Áo (SDAP) có thể giành được trước bộ máy xã hội Công giáo đang phổ biến rộng rãi.

### Chính sách tài chính
Đảng Dân chủ Xã hội đã đưa ra các loại thuế mới theo luật tiểu bang, được thu cùng với thuế liên bang, thường được gọi là "Thuế Breitner", xuất phát từ Finanzkanzler (Ủy viên Hội đồng Tài chính) Hugo Breitner lúc bấy giờ. Những loại thuế này được đánh vào những hàng hóa xa xỉ như việc cưỡi ngựa, ô tô riêng cỡ lớn, người hầu trong các hộ gia đình riêng và phòng khách sạn.
Một loại thuế mới khác, Wohnbausteuer (Thuế xây dựng nhà ở), cũng được cấu trúc như một loại thuế lũy tiến được đánh theo tỷ lệ phần trăm ngày càng tăng liên quan đến thu nhập. Doanh thu từ thuế này được sử dụng để tài trợ cho chương trình nhà ở rộng rãi của thành phố. Tuy nhiên, hai cơ cấu thuế mới này chỉ cung cấp một phần trong tổng kinh phí cho phúc lợi thành phố Vienna, phần lớn trong số đó phụ thuộc vào nguồn tài trợ từ chính phủ quốc gia. Theo thời gian, sự phụ thuộc vào nguồn tài chính từ một chính phủ liên bang bất hợp tác, nếu không nói là có thái độ thù địch tích cực, khiến Gemeinderat dễ gặp áp lực từ CSP trong việc hủy bỏ một số chương trình của thành phố.
Trái ngược với các chính trị gia Đảng Dân chủ Xã hội Áo sau năm 1945, Hugo Breitner luôn từ chối vay nợ để tài trợ cho các dịch vụ xã hội, tài trợ trực tiếp cho tất cả các dự án và đầu tư thông qua thuế, điều này cho phép Gemeinderat tránh phải gánh nợ. Do phụ thuộc quá nhiều vào nguồn tài trợ từ Nationalrat (Quốc hội), các dịch vụ này đã phải cắt giảm khi vào đầu những năm 1930, chính phủ liên bang bắt đầu siết chặt tài chính đối với Viên.

## Chính trị gia
Nhiều chính trị gia đã gắn bó với Viên trong thời kỳ này, bao gồm nhưng không giới hạn ở:
- Jakob Reumann, chính trị gia SDAP và Thị trưởng đầu tiên của Viên trong thời kỳ Cộng hòa Áo thứ nhất .
- Karl Seitz, chính trị gia SDAP và Thị trưởng thứ hai của Viên trong Cộng hòa Áo thứ nhất, bị cách chức năm 1934.
- Hugo Breitner [de], Ủy viên Hội đồng Tài chính Thành phố Viên, được bổ nhiệm dưới sự điều hành của Jakob Reumann
- Julius Tandler, Ủy viên Hội đồng Y tế Thành phố Viên và giáo sư giải phẫu tại Đại học Viên
- Otto Glöckel, Bộ trưởng Bộ Giáo dục của Đệ Nhất Cộng hòa Áo